# درگیری اسدیست‌ها و صدامیست‌ها
درگیری اسدیست‌ها و صدامیست‌ها، که به عنوان درگیری داخلی حزب بعث نیز شناخته می‌شود، درگیری و رقابت ایدئولوژیک بین حزب بعث به رهبری سوریه اسدیست به همراه زیرگروه‌های وفادار آن به سوریه بعثی و حزب بعث به رهبری عراق صدامیست به همراه زیرگروه‌های وفادار آن به عراق بعثی بود. این درگیری از نظر ایدئولوژیک، حتی پس از سقوط صدام حسین ادامه یافت و در نهایت پس از سقوط رژیم اسد، به پایان رسید. با این وجود، هر دو رژیم، ویژگی‌های مشترکی، از جمله حکومت استبدادی، ظلم، محدودیت آزادی‌ها، انحصار قدرت، تقلب انتخاباتی و مسئولیت رنج‌های گسترده در هر دو ملت و منطقه را دارا بودند.

## تاریخچه

### شکاف اولیه بین بعثی‌ها
این درگیری پس از اینکه حزب بعث به دو بخش سوری و عراقی تقسیم شد، پس از کودتای ۱۹۶۶ سوریه که در آن میشل عفلق و صلاح‌الدین بیطار توسط حافظ اسد و صلاح جدید، سرنگون شدند، ظاهر شد. در دهه ۱۹۷۰، دو حزب بعثی، موفق به آشتی شدند، اگرچه درگیری دوباره در نتیجه پاکسازی ۱۹۷۹ حزب بعث در عراق، شروع شد.

### درگیری اسدیست‌ها و صدامیست‌ها
در سال ۱۹۸۰، زمانی که صدام حسین به ایران حمله کرد و منجر به جنگ ایران و عراق شد، سوریه بعثی، تصمیم گرفت که با ایران، متحد شود. این مسئله، یک اتحاد نئوبعثی سوری با اسلام‌گرایان شیعه در مقابل یک ائتلاف بعثی عراقی با جهان غرب و اسلام‌گرایان سنی را آغاز کرد. علی‌رغم اینکه حزب بعث، به‌طور کلی، ادعا می‌کرد که سکولار است، این درگیری تا حدی ریشه در فرقه‌گرایی داشت؛ زیرا حزب بعث عراق توسط سنی‌ها رهبری می‌شد، در حالی که حزب بعث سوریه توسط علوی‌ها، تحت رهبری بود. حزب بعث عراق، از اخوان‌المسلمین در خیزش آن‌ها علیه سوریه بعثی، حمایت کرد.
در جریان سفر دونالد رامسفلد، فرستاده آمریکا در خاورمیانه به عراق در سال ۱۹۸۳، صدام حسین، یک نوار ویدئویی به او داد. ظاهراً این ویدئو، در سوریه، فیلم‌برداری شده بود و حافظ اسد را نشان می‌داد که بر نیروهای سوری، نظارت می‌کند که توله‌سگ‌ها را خفه می‌کنند و با چاقو می‌کشند و صفی از زنان جوان که سر مارها را می‌گزند. به نظر می‌رسید که ویدیو، ویرایش شده بود، با کلیپ‌های مختلفی از کف زدن اسد، که نشان می‌داد او در آن حضور داشت. رامسفلد بعداً نوشت که نسبت به صحت این ویدئو، تردید داشت و حدس زد که صدام از این ویدئو به عنوان وسیله‌ای استفاده می‌کند تا رژیم اسد را وحشی نشان دهد و ایالات متحده را متقاعد کند که طرف عراق را در یک درگیری احتمالی بگیرد. این ویدیو بعداً توسط رامسفلد از طریق وب‌سایت «مقالات رامسفلد» در سال ۲۰۱۱ منتشر شد.
در سال ۱۹۹۰، عراق به کویت حمله کرد. پس از مجوز شورای امنیت سازمان ملل متحد، سوریه، به ائتلافی پیوست که کویت را از اشغال عراق در جنگ خلیج فارس در سال ۱۹۹۱ آزاد کرد. سوریه، پس از حمله عراق به کویت در سال ۱۹۹۰ و پیوستن به دیگر کشورهای عربی در اعزام نیروهای نظامی به ائتلافی که عراق را مجبور به خروج از کویت کرد، روابط خود را با آن قطع کرد. با این حال، در سال ۱۹۹۷، رئیس‌جمهور سوریه، حافظ اسد، شروع به برقراری مجدد روابط با رئیس‌جمهور عراق، صدام حسین کرد. حافظ اسد، در سال ۲۰۰۰ درگذشت و عراق، طه محی‌الدین معروف، معاون رئیس‌جمهور را برای شرکت در مراسم تشییع جنازه دولتی، فرستاد. قدرت گرفتن بشار اسد در سال ۲۰۰۰، این روند را تقویت کرد. در زمان بشار، سوریه، تحریم‌ها علیه عراق را نادیده گرفت و به عراق، برای واردات غیرقانونی نفت، کمک کرد.

### فروپاشی هر دو رژیم
در سال ۲۰۰۳، آمریکا به عراق حمله کرد و صدام را سرنگون کرد. در سال ۲۰۲۴ نیز حملات ۲۰۲۴ اپوزیسیون سوریه، موجب سقوط رژیم اسد شد.
پس از فروپاشی رژیم بشار اسد، سید علی خامنه‌ای، رهبر جمهوری اسلامی ایران، اعلام کرد که حمایت ایران از سوریه بعثی در سال ۲۰۱۳، پاسخی به حمایت حافظ اسد از ایران در طول جنگ ایران و عراق با مسدود کردن ترانزیت یک میلیون بشکه نفت از طریق دریای مدیترانه بود.